# Jezioro Klebarskie
Klebarskie (w XIV w. zwane Amelung) – jezioro w Polsce położone w województwie warmińsko-mazurskim, koło wsi Klebark Wielki.
Składa się z dwóch akwenów, zachodniego i wschodniego. Akweny łączą się ze sobą długim i wąskim, wypłyconym i zarośniętym kanałem. Na jeziorze znajdują się trzy wyspy o łącznej powierzchni 1,4 ha. Do zbiornika dopływa strumyk z Jeziora Linowskiego k. Klewek. Z północno-wschodniej części jeziora uchodzi Kanał Klebarski, biegnący do rzeki Kiermas. Brzegi zbiornika są płaskie z łagodnymi wzniesieniami, otoczone łąkami i polami uprawnymi. Jedynie brzeg północno-zachodni jest wysoki i miejscami stromy.
Jezioro Klebarskie połączone jest z Jeziorem Silickim. Na mapie batymetrycznej Jeziora Klebarskiego, wykonanej przez IRŚ (pomiary najprawdopodobniej wykonane w latach 50. XX wieku) Jezioro Silickie traktowane jest jako ploso Jeziora Klebarskiego (pod nazwą ploso Silickie), łącząc się z nim szerokim przesmykiem (zarośnięty przesmyk występuje pod nazwą "Szyja"). Na późniejszych mapach oba jeziora połączone są rowem-strumieniem, co wynikać może z obniżenia się poziomu lustra wody, a ploso Silickie zaznaczane jest jako osobny akwen (jezioro) z własną nazwą ("J. Silickie").
Dane IRŚ (najprawdopodobniej dane pochodzące z pomiarów wykonanych pod koniec lat 50. XX wieku): większe ploso (zachodnie) – Klebarskie, mniejsze ploso (wschodnie) – Silickie. Na plosie Klebarskim znajdowały się trzy wyspy o łącznej powierzchni 1,4 ha (dwie wyspy były zarośnięte drzewami). Powierzchnię jeziora oszacowano na 261,9 ha, wysokość nad poziom morza – 111,5 m, głębokość maksymalną – 9,7 m, głębokość średnią – 3,2 m, długość maksymalną – 3620 m, szerokość – 2250 m, długość linii brzegowej – 11 950 m.
Według danych Choińskiego (1991), powierzchnia jeziora wynosiła 189 ha (nie uwzględniono powierzchni plosa Silickiego), wysokość n.p.m. – 111,6. Cytowane dane IRŚ różniły się w przypadku wysokości n.p.m. – 112,2 m, podana została także objętość wody na 8501,5 tys. m³.
Nazwę Jezioro Klebarskie wprowadzono urzędowo w 1949 roku, zastępując poprzednią niemiecką nazwę jeziora – Groß Kleeberger See.